# Seznam českých příjmení, Č
Toto je seznam českých příjmení začínajících na písmeno Č. Seznam zatím zahrnuje pouze příjmení s více než 200 mužskými nositeli.
| Příjmení    | Počet  | Přechýleně    | Počet  | ORP s největší hustotou |
| ----------- | ------ | ------------- | ------ | ----------------------- |
| Černý       | 17 735 | Černá         | 18 370 | Dobříš                  |
| Čermák      | 7 955  | Čermáková     | 8 375  | Chotěboř                |
| Čech        | 6 416  | Čechová       | 6 780  | Ivančice                |
| Čížek       | 3 793  | Čížková       | 3 915  | Soběslav                |
| Červenka    | 3 506  | Červenková    | 3 569  | Hořovice                |
| Čapek       | 2 848  | Čapková       | 3 493  | Světlá nad Sázavou      |
| Čapek       | 2 848  | Čapeková      | 5      | Světlá nad Sázavou      |
| Červený     | 2 412  | Červená       | 2 488  | Nepomuk                 |
| Čejka       | 2 028  | Čejková       | 2 230  | Vodňany                 |
| Červinka    | 1 978  | Červinková    | 2 053  | Bučovice                |
| Červeňák    | 1 966  | Červeňáková   | 1 907  | Mělník                  |
| Čáp         | 1 798  | Čápová        | 1 842  | Soběslav                |
| Čonka       | 1 738  | Čonková       | 1 557  | Bílina                  |
| Čihák       | 1 373  | Čiháková      | 1 482  | Sedlčany                |
| Černík      | 1 274  | Černíková     | 1 341  | Přelouč                 |
| Černoch     | 1 182  | Černochová    | 1 159  | Nový Jičín              |
| Čada        | 1 072  | Čadová        | 1 088  | Žamberk                 |
| Černohorský | 961    | Černohorská   | 999    | Příbram                 |
| Čurda       | 711    | Čurdová       | 722    | Dačice                  |
| Číž         | 615    | Čížová        | 656    | Valašské Klobouky       |
| Čapka       | 578    | Čapková       | 3 493  | Břeclav                 |
| Čadek       | 561    | Čadková       | 565    | Blatná                  |
| Číhal       | 504    | Číhalová      | 534    | Hranice                 |
| Čureja      | 500    | Čurejová      | 489    | Čáslav                  |
| Češka       | 499    | Češková       | 645    | Polička                 |
| Čechura     | 455    | Čechurová     | 440    | Plzeň                   |
| Čepelák     | 411    | Čepeláková    | 430    | Hořovice                |
| Čeřovský    | 390    | Čeřovská      | 382    | Hořice                  |
| Čipera      | 378    | Čiperová      | 379    | Týn nad Vltavou         |
| Čajka       | 367    | Čajková       | 398    | Veselí nad Moravou      |
| Černohous   | 358    | Černohousová  | 374    | Žamberk                 |
| Čáslavský   | 349    | Čáslavská     | 346    | Chrudim                 |
| Čevela      | 342    | Čevelová      | 365    | Uherské Hradiště        |
| Čechák      | 327    | Čecháková     | 336    | Přerov                  |
| Čekal       | 326    | Čekalová      | 335    | Pelhřimov               |
| Čtvrtečka   | 322    | Čtvrtečková   | 347    | Dobruška                |
| Částka      | 313    | Částková      | 609    | Sedlčany                |
| Čuda        | 299    | Čudová        | 337    | Lipník nad Bečvou       |
| Čepek       | 299    | Čepková       | 324    | Čáslav                  |
| Černošek    | 292    | Černošková    | 288    | Přerov                  |
| Částek      | 288    | Částková      | 609    | Frýdlant                |
| Černín      | 287    | Černínová     | 286    | Vítkov                  |
| Černovský   | 278    | Černovská     | 322    | Votice                  |
| Čuba        | 273    | Čubová        | 300    | Bystřice pod Hostýnem   |
| Čvančara    | 272    | Čvančarová    | 293    | Neratovice              |
| Česák       | 272    | Česáková      | 281    | Nový Bydžov             |
| Černota     | 265    | Černotová     | 279    | Vsetín                  |
| Čep         | 254    | Čepová        | 335    | Litovel                 |
| Čmiel       | 236    | Čmielová      | 225    | Jablunkov               |
| Čuřík       | 236    | Čuříková      | 221    | Vizovice                |
| Čulík       | 235    | Čulíková      | 215    | Zábřeh                  |
| Čanda       | 231    | Čandová       | 228    | Sedlčany                |
| Čepička     | 230    | Čepičková     | 237    | Lysá nad Labem          |
| Čepelka     | 227    | Čepelková     | 259    | Kostelec nad Orlicí     |
| Černický    | 224    | Černická      | 220    | Odry                    |
| Česal       | 221    | Česalová      | 220    | Blovice                 |
| Čeněk       | 216    | Čeňková       | 219    | Milevsko                |
| Čižinský    | 206    | Čižinská      | 229    | Rychnov nad Kněžnou     |
| Čarný       | 206    | Čarná         | 209    | Jablonec nad Nisou      |
| Černohlávek | 205    | Černohlávková | 236    | Kutná Hora              |
| Černocký    | 201    | Černocká      | 233    | Šternberk               |
| Čtvrtníček  | 201    | Čtvrtníčková  | 232    | Vyškov                  |